# Mięśnie obręczy kończyny górnej
Mięśnie obręczy kończyny górnej – w anatomii człowieka grupa mięśni, leżących w obrębie obręczy kończyny górnej. Rozpoczynają się na obojczyku i łopatce, przyczepiają się do kości ramiennej. 
Zalicza się tu mięśnie:
- podgrzebieniowy (łac. musculus infraspinatus)
- nadgrzebieniowy (łac. musculus supraspinatus)
- obły większy (łac. musculus teres major)
- obły mniejszy (łac. musculus teres minor)
- podłopatkowy (łac. musculus subscapularis)
- naramienny (łac. musculus deltoideus)[1].

Wymienione mięśnie biorą udział we wszystkich ruchach stawu ramiennego, a unerwione są przez część nadobojczykową splotu ramiennego.